# スプリウス・ポストゥミウス・アルブス・レギッレンシス
スプリウス・ ポストゥミウス・アルブス・レギッレンシス（ラテン語: Spurius Postumius Albus Regillensis、生没年不詳）は共和政ローマ初期の政治家・軍人。紀元前466年に執政官（コンスル）を、紀元前451年に十人委員会の委員を務めた。

## 出自
パトリキ（貴族）であるポストゥミウス氏族の出身。父は紀元前496年の執政官のアウルス・ポストゥミウス・アルブス・レギッレンシス、兄弟に紀元前464年の執政官アウルス・ポストゥミウス・アルブス・レギッレンシスがいる。プブリウス・ウァレリウス・プブリコラはおそらく母方の祖父である。息子のスプリウス（en）は紀元前432年に執政武官を務めている。

## 経歴
レギッレンシスは紀元前466年に執政官に就任。同僚執政官はクイントゥス・セルウィリウス・ストルクトゥス・プリスクスであった。ティトゥス・リウィウスによると執政官就任中に特筆すべき事柄は何も起こっていない。
紀元前462年、アウグル（鳥占官）に就任。紀元前454年にはギリシアのポリス、特にアテナイの法律を学ぶことを目的としてギリシアに派遣されている。ローマに戻った紀元前451年、レギッレンシスは第一次十人委員会の一人に選ばれた。
レギッレンシスの名前が最後に歴史に登場するのは紀元前446年のことで、レガトゥス（副司令官）としてコルビオの戦い（en）に参加し、アエクイ・ウォルスキ連合軍に勝利している。

## 参考資料
- プルタルコス『対比列伝』
- ティトゥス・リウィウス『ローマ建国史』